# Gustav Wiederkehr
Pour les articles homonymes, voir Wiederkehr.
Gustav Max Wiederkehr était un dirigeant suisse de football né le 2 octobre 1905 et mort le 7 juillet 1972. 
Il a été le président de l'Union des associations européennes de football de 1962 à 1972. 